# 인베스트 홍콩

인베스트 홍콩의 로고

인베스트 홍콩(영어: Invest Hong Kong, 중국어: 投資推廣署) 또는 인베스트HK(InvestHK)는 홍콩의 대외 직접 투자를 담당하는 홍콩의 정부 기관이다. 2000년 7월 1일에 정식 설립되었으며 해외, 중국 대륙, 타이완의 기업이 홍콩에서 법인을 설립하거나 사업을 확장할 수 있도록 지원한다.
인베스트 홍콩 소속 투자 담당자는 홍콩의 4대 핵심 산업과 6개의 신성장 분야를 다루는 9개의 전문 부문(비즈니스 및 프로페셔널 서비스, 소비자 제품, 창의 산업, 금융 서비스, 핀테크, 정보 통신 기술, 혁신 기술, 관광 및 접대, 교통 및 산업) 팀으로 구성되어 있다. 인베스트 홍콩은 투자진흥국장이 이끌고 있으며 홍콩 상무경제발전국 국장에게 현황을 보고한다.